# Rohrendorf bei Krems
Rohrendorf bei Krems ist eine Gemeinde mit 2107 Einwohnern (Stand 1. Jänner 2025) im Bezirk Krems-Land in Niederösterreich.

## Geografie
Rohrendorf bei Krems liegt im Waldviertel in Niederösterreich. Die Fläche der Gemeinde umfasst 9,78 Quadratkilometer. 1,61 Prozent der Fläche sind bewaldet.

### Gemeindegliederung
Das Gemeindegebiet umfasst als einzige Ortschaft Rohrendorf bei Krems. Katastralgemeinden sind Neustift an der Donau, Oberrohrendorf und Unterrohrendorf.

### Nachbargemeinden
|                    | Langenlois                                  |            |
| Krems an der Donau | Kompassrose, die auf Nachbargemeinden zeigt | Gedersdorf |
| Krems an der Donau | Krems an der Donau                          |            |

## Geschichte
Der Raum Rohrendorf ist urgeschichtlicher Siedlungsboden, was zahlreiche Funde aus der jüngeren Steinzeit, Hallstattzeit und der Völkerwanderungszeit belegen. Der bedeutendste Fund gelang 1956, als man bei Schottergewinnungsarbeiten auf ein langobardisches Gräberfeld stieß.
Die Kolonialisierung unseres Gebietes erfolgte dann in mehreren Wellen, im Jahre 1113 übergibt der Babenberger Markgraf Leopold III. das Gut Radingdorf (Oberrohrendorf) dem Kloster Melk. In dieser Zeit legten vor allem geistliche Grundherren in unserem Gemeindegebiet Weinkulturen an.
Nach Aufhebung der Untertanenverhältnisse zwischen Herrschaft und bauern bildeten sich 1848 auf dem heutigen Gemeindegebiet die selbständigen Gemeinden Oberrohrendorf und Unterrohrendorf, zu dem auch Neuweidling und Neustift gehörte.
In der Zeit des Nationalsozialismus werden die Gemeinden Oberrohrendorf und Unterrohrendorf in die Gauhauptstadt Krems eingegliedert.
1949 erfolgte dann der Zusammenschluss der beiden Gemeinden zur Gemeinde Rohrendorf bei Krems.
Das Straßendorf mit seinen derzeit 2000 Einwohnern umfasst die Ortsteile Oberrohrendorf, Unterrohrendorf, Neustift und Neuweidling und hat eine Fläche von 978 ha.

### Einwohnerentwicklung
| Rohrendorf bei Krems: Einwohnerzahlen von 1869 bis 2025 | Rohrendorf bei Krems: Einwohnerzahlen von 1869 bis 2025 | Rohrendorf bei Krems: Einwohnerzahlen von 1869 bis 2025 | Rohrendorf bei Krems: Einwohnerzahlen von 1869 bis 2025 | Rohrendorf bei Krems: Einwohnerzahlen von 1869 bis 2025 |
| ------------------------------------------------------- | ------------------------------------------------------- | ------------------------------------------------------- | ------------------------------------------------------- | ------------------------------------------------------- |
| Jahr                                                    |                                                         |                                                         |                                                         | Einwohner                                               |
| 1869                                                    | 1869                                                    |                                                         | 960                                                     | 960                                                     |
| 1880                                                    | 1880                                                    |                                                         | 1.042                                                   | 1.042                                                   |
| 1890                                                    | 1890                                                    |                                                         | 1.142                                                   | 1.142                                                   |
| 1900                                                    | 1900                                                    |                                                         | 1.100                                                   | 1.100                                                   |
| 1910                                                    | 1910                                                    |                                                         | 1.165                                                   | 1.165                                                   |
| 1923                                                    | 1923                                                    |                                                         | 1.181                                                   | 1.181                                                   |
| 1934                                                    | 1934                                                    |                                                         | 1.144                                                   | 1.144                                                   |
| 1939                                                    | 1939                                                    |                                                         | 1.068                                                   | 1.068                                                   |
| 1951                                                    | 1951                                                    |                                                         | 1.188                                                   | 1.188                                                   |
| 1961                                                    | 1961                                                    |                                                         | 1.157                                                   | 1.157                                                   |
| 1971                                                    | 1971                                                    |                                                         | 1.290                                                   | 1.290                                                   |
| 1981                                                    | 1981                                                    |                                                         | 1.411                                                   | 1.411                                                   |
| 1991                                                    | 1991                                                    |                                                         | 1.488                                                   | 1.488                                                   |
| 2001                                                    | 2001                                                    |                                                         | 1.696                                                   | 1.696                                                   |
| 2011                                                    | 2011                                                    |                                                         | 2.028                                                   | 2.028                                                   |
| 2021                                                    | 2021                                                    |                                                         | 2.092                                                   | 2.092                                                   |
| 2025                                                    | 2025                                                    |                                                         | 2.107                                                   | 2.107                                                   |
| Quelle(n): Statistik Austria, Gebietsstand 1.1.2021     |                                                         |                                                         |                                                         |                                                         |

Das starke Bevölkerungswachstum von 1991 bis 2011 beruht auf einer positiven Geburtenbilanz und einer sehr starken Zuwanderung.

## Kultur und Sehenswürdigkeiten

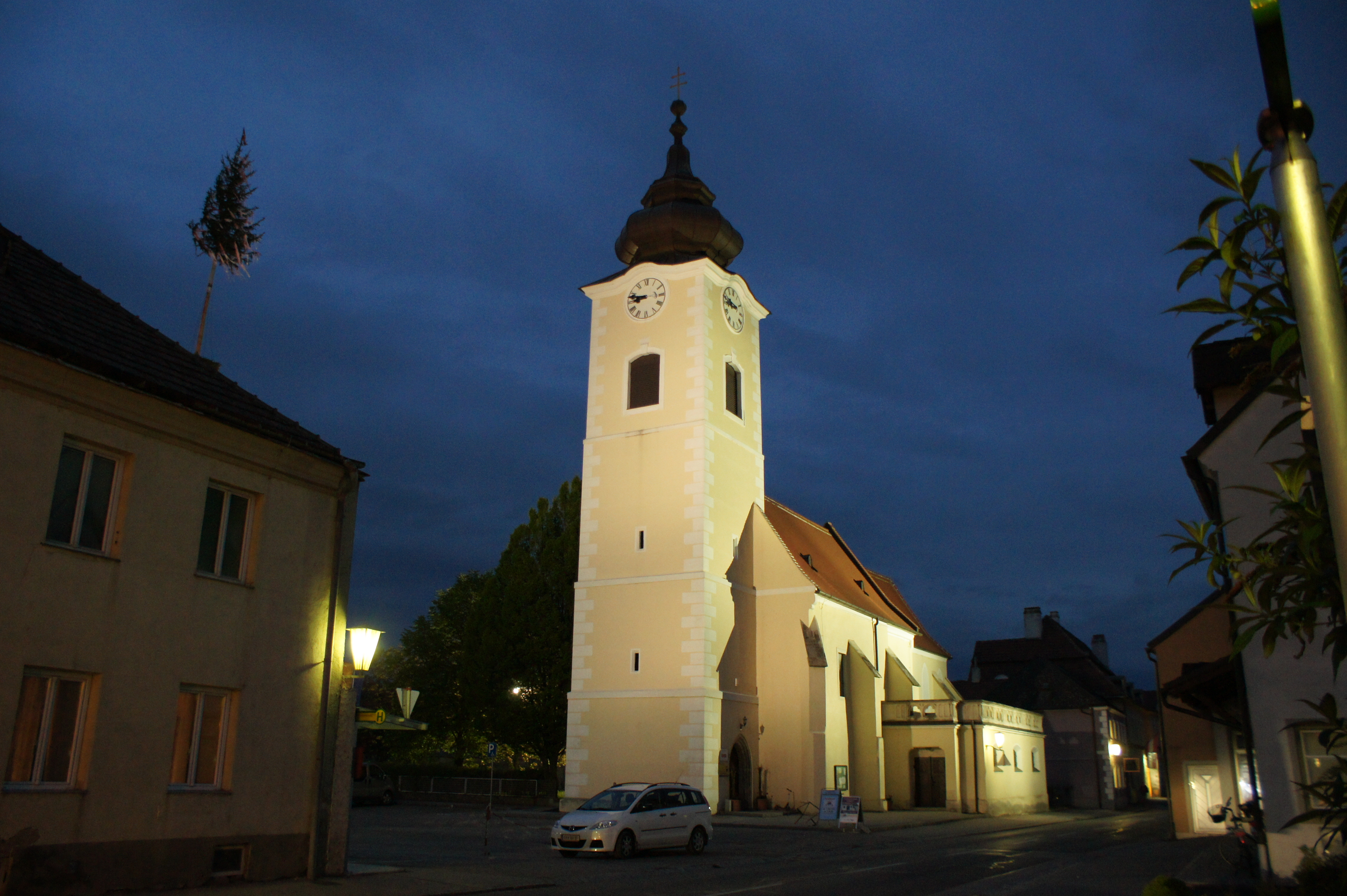
Pfarrkirche Rohrendorf bei Krems

- Katholische Pfarrkirche Rohrendorf bei Krems hl. Koloman
- Alle 2 Jahre findet in der mit 1.650 m längsten Kellergasse Österreichs das über die Grenzen hinweg bekannte, dreitägige Rohrendorfer Kellergassenfest statt.[3]

## Wirtschaft und Infrastruktur
Nichtlandwirtschaftliche Arbeitsstätten gab es im Jahr 2001 66, land- und forstwirtschaftliche Betriebe nach der Erhebung 1999 98. Die Zahl der Erwerbstätigen am Wohnort betrug nach der Volkszählung 2001 814. Die Erwerbsquote lag 2001 bei 49,76 Prozent.

### Öffentliche Einrichtungen
In Rohrendorf befinden sich ein Kindergarten und eine Volksschule.

### Verkehr
Die ÖBB betreiben im Gemeindegebiet die Haltestelle Rohrendorf am Kremser Ast der Franz-Josefs Bahn.

## Politik

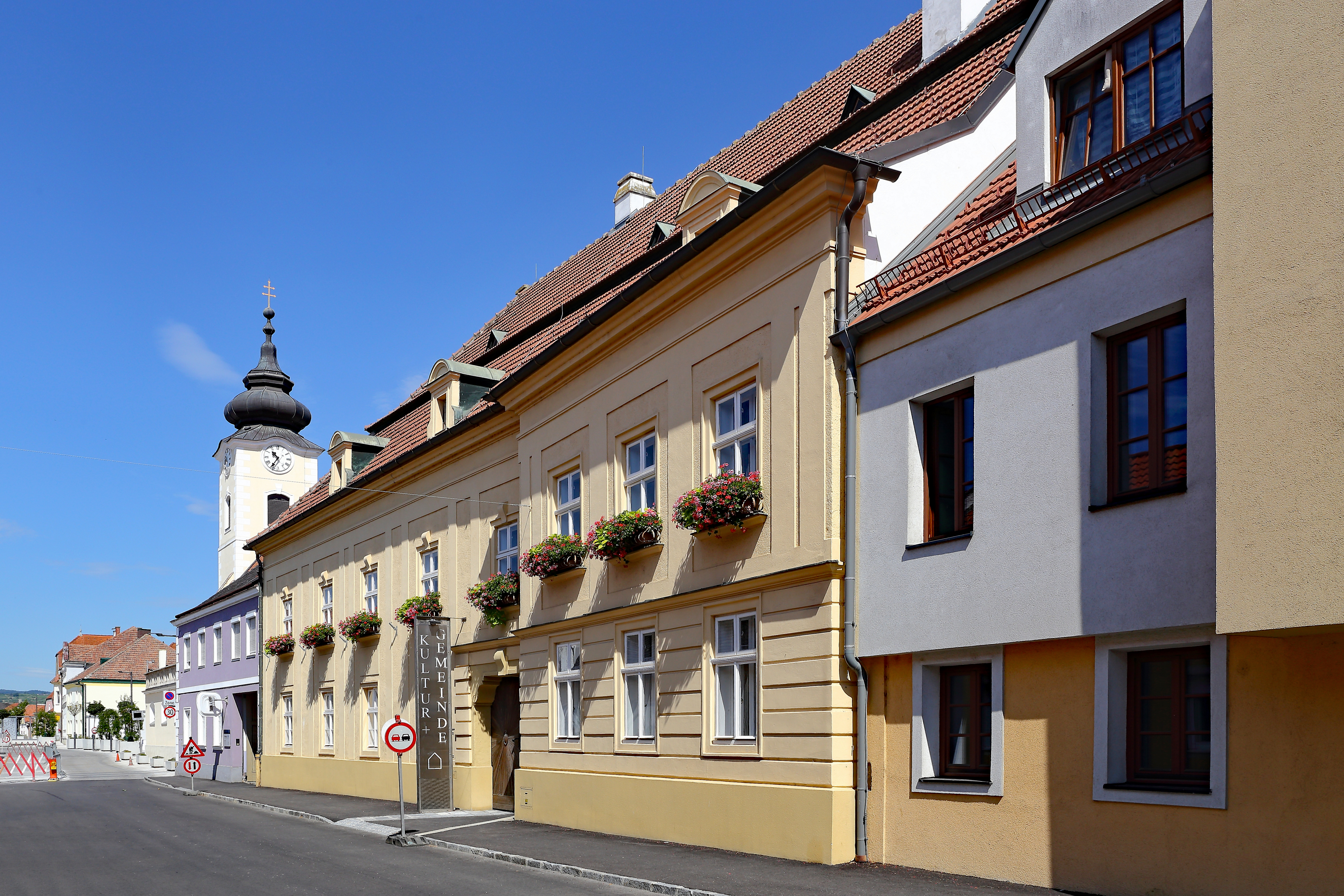
Gemeindeamt

### Gemeinderat
Der Gemeinderat hat 21 Mitglieder.
- Mit den Gemeinderatswahlen in Niederösterreich 1990 hatte der Gemeinderat folgende Verteilung: 13 ÖVP, 4 SPÖ und 2 FPÖ. (19 Mitglieder)
- Mit den Gemeinderatswahlen in Niederösterreich 1995 hatte der Gemeinderat folgende Verteilung: 12 ÖVP, 6 SPÖ und 1 Grüne.[6]
- Mit den Gemeinderatswahlen in Niederösterreich 2000 hatte der Gemeinderat folgende Verteilung: 13 ÖVP, 4 SPÖ, 1 Grüne und 1 FPÖ.[7]
- Mit den Gemeinderatswahlen in Niederösterreich 2005 hatte der Gemeinderat folgende Verteilung: 12 ÖVP, 5 SPÖ und 2 Grüne.[8]
- Mit den Gemeinderatswahlen in Niederösterreich 2010 hatte der Gemeinderat folgende Verteilung: 12 ÖVP, 3 SPÖ, 2 FPÖ und 2 Grüne.[9] (19 Mitglieder)
- Mit den Gemeinderatswahlen in Niederösterreich 2015 hatte der Gemeinderat folgende Verteilung: 14 ÖVP, 4 SPÖ und 3 Grüne.[10]
- Mit den Gemeinderatswahlen in Niederösterreich 2020 hatte der Gemeinderat folgende Verteilung: 11 ÖVP, 6 Wir für Rohrendorf (WFR), 2 Grüne und 2 SPÖ.[11]
- Mit den Gemeinderatswahlen in Niederösterreich 2025 hat der Gemeinderat folgende Verteilung: 15 ÖVP, 4 SPÖ und 2 FPÖ.[12]

### Bürgermeister
- bis 2012 Rudolf Danner (ÖVP)
- seit 2012 Gerhard Tastl (ÖVP)

### Wappen
Blasonierung: Ein schräglinks geteilter Schild, der im vorderen goldenen Feld einen aus der Schildesteilung wachsenden, schwarzen, rechtsschauenden, silber bekrönten und bewehrten Adler, im hinteren blauen Feld eine goldene Weintraube mit Blatt und Ranke zeigt, belegt mit einer roten, zwei gekreuzte Schlüssel zeigenden Brustschild. – Die Wappenverleihung erfolgte am 10. Oktober 1967.

### Gemeindepartnerschaften
- seit Jahr Obersulm in Baden-Württemberg (Deutschland).[13]

## Persönlichkeiten
- Josef Teufl (1873–1947), Landwirt, Weinbauer und Politiker der Christlichsozialen Partei
- Lenz Moser (1905–1978), Weingutsbesitzer und Önologe
- Walter Veigl (* 1943), Komponist, Pädagoge, Dirigent und Philosoph
- Karl-Heinz Fitzal (* 1945), General und Kommandant der Theresianischen Militärakademie
- Johann Günther (* 1949), Marketingfachmann, Medienwissenschaftler und Hochschullehrer
- Walter Schwanzer (* 1957), Komponist („Heimwehmelodie“), Musikforscher, Verleger, Arrangeur, Dirigent, Musiker und Ehrenringträger der Gemeinde Rohrendorf[14][15]